# Helga Dostal
Helga Dostal, geborene Helga Bertz (* 6. Jänner 1941 in Wien) ist eine österreichische Theaterwissenschaftlerin und ehemalige Direktorin des Österreichischen Theatermuseums.

## Leben
Helga Bertz maturierte 1959. Nach einem Dolmetschstudium (Englisch) ging sie in die USA. Anschließend absolvierte sie ein Studium der Theater- und Musikwissenschaft, sowie Psychologie und Philosophie, das sie 1971 mit dem Doktorat abschloss.
1960 bis 1969 war sie Regie- und Produktionsassistentin bei Fernseh-Produktionen und arbeitete in der Pressestelle für Politik und Wirtschaft der Kontrollbank und des Verbunds. 1974 wurde sie Dramaturgin an der Tribüne, zugleich war sie Generalsekretärin der Internationalen Theaterinstitute der UNESCO.
1978 bis 1980 war sie als pädagogische Assistentin an der Volkshochschule Ottakring, danach dann ab 1980 als Mitarbeiterin der Abteilung Kunsthochschulen im Wissenschaftsministerium aktiv, 1987/88 übernahm sie die Leitung der Abteilung. 1981 legte sie die Dienstprüfung im Bundeskanzleramt ab. Ab 1999 wirkte sie bis 2001 als Direktorin des Österreichischen Theatermuseums.
Dostal war mit dem Dramaturgen Franz Eugen Dostal verheiratet.

## Schriften
- Oper im Fernsehen. Grundlagenforschung im Rahmen des Forschungsprogramms des Instituts für Theaterwissenschaften an der Universität Wien. 2 Bände. Minor Verlag, Wien 1970–1971.